# Olympische Sommerspiele 1968/Teilnehmer (Mexiko)
| Gelbes Symbol für Goldmedaillen mit stilisierten Olympischen Ringen | Graues Symbol für Silbermedaillen mit stilisierten Olympischen Ringen | Braundes Symbol für Bronzemedaillen mit stilisierten Olympischen Ringen |
| ------------------------------------------------------------------- | --------------------------------------------------------------------- | ----------------------------------------------------------------------- |
| 3                                                                   | 3                                                                     | 3                                                                       |

Mexiko nahm an den Olympischen Sommerspielen 1968 in Mexiko-Stadt mit einer Delegation von 275 Athleten (233 Männer und 42 Frauen) an 146 Wettkämpfen in 20 Sportarten teil.
Die Sportler des Gastgebers gewannen je drei Gold-, Silber- und Bronzemedaillen. Olympiasieger wurden der Schwimmer Felipe Muñoz über 200 Meter Brust sowie die Boxer Ricardo Delgado im Fliegengewicht und Antonio Roldán im Federgewicht. Fahnenträger bei der Eröffnungsfeier war der Moderne Fünfkämpfer und Reiter David Bárcena Ríos.

## Teilnehmer nach Sportarten

### Basketball
- 5. Platz
Alejandro Guzmán
Antonio Ayala
Arturo Guerrero
Carlos Quintanar
Fernando Tiscareño
John Hatch
Luis Grajeda
Manuel Raga
Miguel Arellano
Óscar Asiain
Rafael Heredia
Rico Pontvianne

### Boxen
- Alberto Morales
Halbfliegengewicht: im Viertelfinale ausgeschieden

- Ricardo Delgado
Fliegengewicht: Gold

- Roberto Cervantes
Bantamgewicht: im Viertelfinale ausgeschieden

- Antonio Roldán
Bantamgewicht: Gold

- José Antonio Duran
Leichtgewicht: im Achtelfinale ausgeschieden

- Jaime Lozano
Halbweltergewicht: im Achtelfinale ausgeschieden

- Alfonso Ramírez
Weltergewicht: im Viertelfinale ausgeschieden

- José Cebreros
Halbmittelgewicht: in der 1. Runde ausgeschieden

- Agustín Zaragoza
Mittelgewicht: Bronze

- Enrique Villarreal
Halbschwergewicht: im Achtelfinale ausgeschieden

- Joaquín Rocha
Schwergewicht: Bronze

### Fechten
Männer
- Héctor Abaunza
Florett: 25. Platz
Florett Mannschaft: in der 1. Runde ausgeschieden
Säbel Mannschaft: in der 1. Runde ausgeschieden

- Carlos Calderón
Florett: im Viertelfinale ausgeschieden
Degen: im Viertelfinale ausgeschieden
Florett Mannschaft: in der 1. Runde ausgeschieden
Degen Mannschaft: in der 1. Runde ausgeschieden

- Román Gómez
Florett: im Viertelfinale ausgeschieden
Florett Mannschaft: in der 1. Runde ausgeschieden
Säbel Mannschaft: in der 1. Runde ausgeschieden

- Vicente Calderón
Säbel: im Viertelfinale ausgeschieden
Florett Mannschaft: in der 1. Runde ausgeschieden
Säbel Mannschaft: in der 1. Runde ausgeschieden

- Gustavo Chapela
Säbel: in der 1. Runde ausgeschieden
Florett Mannschaft: in der 1. Runde ausgeschieden
Säbel Mannschaft: in der 1. Runde ausgeschieden

- Ernesto Fernández
Degen: 25. Platz
Degen Mannschaft: in der 1. Runde ausgeschieden

- Valeriano Pérez
Degen: im Viertelfinale ausgeschieden
Degen Mannschaft: in der 1. Runde ausgeschieden

- Jorge Castillejos
Degen Mannschaft: in der 1. Runde ausgeschieden

- William Fajardo
Säbel: in der 1. Runde ausgeschieden
Säbel Mannschaft: in der 1. Runde ausgeschieden

Frauen
- Pilar Roldán
Florett: Silber 
Florett Mannschaft: 7. Platz

- Lourdes Roldán
Florett: in der 1. Runde ausgeschieden
Florett Mannschaft: 7. Platz

- Rosa del Moral
Florett: in der 1. Runde ausgeschieden
Florett Mannschaft: 7. Platz

- Linda Béjar
Florett Mannschaft: 7. Platz

- Sonia Arredondo
Florett Mannschaft: 7. Platz

### Fußball
- 4. Platz
Javier Vargas Rueda
Juan Manuel Alejándrez
Humberto Medina
Héctor Sanabria
Mario Pérez Guadarrama
Luis Regueiro Urquiola
Héctor Pulido
Fernando Bustos
Luis Estrada
Vicente Pereda
Cesáreo Victorino Ramírez
Javier Sánchez Galindo
Elías Muñoz
Juan Ignacio Basaguren
José Álvarez
Albino Morales
Bernardo Hernández

### Gewichtheben
- Manuel Mateos
Federgewicht: 8. Platz

- Miguel Angel Medina
Federgewicht: Wettkampf nicht beendet

- Mauro Alanís
Leichtgewicht: 15. Platz

### Hockey
- 16. Platz
José Antonio Prud’homme
David Sevilla
Javier Varela
Adrian Maycsell
Zeno Fernández
Orlando Ventura
Héctor Bustamante
Héctor Ventura
Oscar Huacuja
Juan Calderón
Humberto Gutiérrez
Robert Villaseñor
Enrique Filoteo
Jorge Bada
Manuel Fernández
Noel Gutiérrez
Adán Noriega

### Kanu
Männer
- Fidel Santander
Einer-Kajak 1000 m: im Viertelfinale ausgeschieden

- Alonso Heinze Hauser
Zweier-Kajak 1000 m: im Viertelfinale ausgeschieden

- Jerónimo Gómez
Zweier-Kajak 1000 m: im Viertelfinale ausgeschieden

- Carlos Graeff
Vierer-Kajak 1000 m: im Viertelfinale ausgeschieden

- Luis Lozano
Vierer-Kajak 1000 m: im Viertelfinale ausgeschieden

- Roberto Heinze Hauser
Vierer-Kajak 1000 m: im Viertelfinale ausgeschieden

- Carlos Prendes
Vierer-Kajak 1000 m: im Viertelfinale ausgeschieden

- Felipe Ojeda
Einer-Canadier 1000 m: im Halbfinale ausgeschieden

- Juan Martínez
Zweier-Canadier 1000 m: 4. Platz

- Félix Altamirano
Zweier-Canadier 1000 m: 4. Platz

Frauen
- Ann Margarit Henningsen
Einer-Kajak 500 m: im Halbfinale ausgeschieden
Zweier-Kajak 500 m: im Halbfinale ausgeschieden

- Angelica Zawadzki
Zweier-Kajak 500 m: im Halbfinale ausgeschieden

### Leichtathletik
Männer
- Miguel Ángel González
100 m: im Vorlauf ausgeschieden
200 m: im Viertelfinale ausgeschieden
4-mal-100-Meter-Staffel: im Vorlauf ausgeschieden

- Félix Bécquer
100 m: im Vorlauf ausgeschieden
4-mal-100-Meter-Staffel: im Vorlauf ausgeschieden

- Melesio Piña
400 m: im Vorlauf ausgeschieden
4-mal-400-Meter-Staffel: im Vorlauf ausgeschieden

- Roberto Silva
800 m: im Vorlauf ausgeschieden

- José Neri
1500 m: im Vorlauf ausgeschieden

- Juan Martínez
5000 m: 4. Platz
10.000 m: 4. Platz

- Alfredo Peñaloza
Marathon: 13. Platz

- Pablo Garrido
Marathon: 26. Platz

- José García
Marathon: Rennen nicht beendet

- Alejandro Sánchez
400 m Hürden: im Vorlauf ausgeschieden

- Pedro Miranda
3000 m Hindernis: im Vorlauf ausgeschieden

- Galdino Flores
Weitsprung: 21. Platz
4-mal-100-Meter-Staffel: im Vorlauf ausgeschieden

- Enrique Labadie
4-mal-100-Meter-Staffel: im Vorlauf ausgeschieden

- Salvador Medina
4-mal-400-Meter-Staffel: im Vorlauf ausgeschieden

- Carlos Castro
4-mal-400-Meter-Staffel: im Vorlauf ausgeschieden

- Francisco Sardo
4-mal-400-Meter-Staffel: im Vorlauf ausgeschieden

- José Pedraza
20 km Gehen: Silber 
50 km Gehen: 8. Platz

- José Olivos
20 km Gehen: 13. Platz

- Eladio Campos
20 km Gehen: 20. Platz

- Pablo Colín
50 km Gehen: 25. Platz

- Ismael Hernández Avila
50 km Gehen: 27. Platz

- Roberto Carmona
Zehnkampf: Wettkampf nicht beendet

Frauen
- Esperanza Girón
100 m: im Vorlauf ausgeschieden
200 m: im Vorlauf ausgeschieden
4-mal-100-Meter-Staffel: im Vorlauf ausgeschieden

- Enriqueta Basilio
400 m: im Vorlauf ausgeschieden
80 m Hürden: im Vorlauf ausgeschieden
4-mal-100-Meter-Staffel: im Vorlauf ausgeschieden

- Mercedes Román
4-mal-100-Meter-Staffel: im Vorlauf ausgeschieden
Weitsprung: 20. Platz
Fünfkampf: 31. Platz

- Alma Rosa Martínez
4-mal-100-Meter-Staffel: im Vorlauf ausgeschieden

### Moderner Fünfkampf
- Eduardo Olivera
Einzel: 19. Platz
Mannschaft: 10. Platz

- David Bárcena Ríos
Einzel: 25. Platz
Mannschaft: 10. Platz

- Eduardo Tovar
Einzel: 44. Platz
Mannschaft: 10. Platz

### Radsport
- Agustín Juárez
Straßenrennen: 27. Platz

- Heriberto Díaz
Straßenrennen: 36. Platz
Bahn Mannschaftsverfolgung 4000 m: in der 1. Runde ausgeschieden

- Jesús Sarabia
Straßenrennen: 43. Platz

- Gabriel Cuéllar
Straßenrennen: Rennen nicht beendet

- Agustín Alcántara
Mannschaftszeitfahren: 10. Platz
Bahn Mannschaftsverfolgung 4000 m: in der 1. Runde ausgeschieden

- Adolfo Belmonte
Mannschaftszeitfahren: 10. Platz
Bahn Mannschaftsverfolgung 4000 m: in der 1. Runde ausgeschieden

- Roberto Brito
Mannschaftszeitfahren: 10. Platz

- Radamés Treviño
Mannschaftszeitfahren: 10. Platz
Bahn Einerverfolgung 4000 m: 5. Platz
Bahn Mannschaftsverfolgung 4000 m: in der 1. Runde ausgeschieden

- José Mercado
Bahn Sprint: in der 4. Runde ausgeschieden
Bahn 1000 m Zeitfahren: 21. Platz

- Arturo García
Bahn Sprint: in der 2. Runde ausgeschieden

- Julio Munguía
Bahn Tandem: in der 2. Runde ausgeschieden

- Guillermo Mendoza
Bahn Tandem: in der 2. Runde ausgeschieden

### Reiten
- Federico Serrano
Dressur: 18. Platz

- Julio Herrera
Dressur: 26. Platz

- Fernando Hernández
Springreiten: 19. Platz
Springreiten Mannschaft: 10. Platz

- Ricardo Guasch
Springreiten: 21. Platz
Springreiten Mannschaft: 10. Platz

- Joaquín Pérez
Springreiten: 37. Platz
Springreiten Mannschaft: 10. Platz

- Ernesto del Castillo
Vielseitigkeit: 19. Platz
Vielseitigkeit Mannschaft: 6. Platz

- Ramón Mejía
Vielseitigkeit: 20. Platz
Vielseitigkeit Mannschaft: 6. Platz

- Evaristo Avalos
Vielseitigkeit: 30. Platz
Vielseitigkeit Mannschaft: 6. Platz

- Eduardo Higareda
Vielseitigkeit: ausgeschieden
Vielseitigkeit Mannschaft: 6. Platz

### Ringen
- Enrique Jiménez
Fliegengewicht, griechisch-römisch: in der 4. Runde ausgeschieden

- Rodolfo Guerra
Bantamgewicht, griechisch-römisch: in der 3. Runde ausgeschieden

- Ponciano Contreras
Federgewicht, griechisch-römisch: in der 2. Runde ausgeschieden

- Mario Tovar
Leichtgewicht, griechisch-römisch: in der 2. Runde ausgeschieden

- Daniel Alba
Weltergewicht, griechisch-römisch: in der 2. Runde ausgeschieden

- Héctor Alvarez
Mittelgewicht, griechisch-römisch: in der 2. Runde ausgeschieden

- Florentino Martínez
Fliegengewicht, Freistil: in der 2. Runde ausgeschieden

- Moisés López
Bantamgewicht, Freistil: in der 3. Runde ausgeschieden

- Gabriel Ruz
Federgewicht, Freistil: in der 2. Runde ausgeschieden

- Israel Vargas
Leichtgewicht, Freistil: in der 2. Runde ausgeschieden

- Carlos Romero
Weltergewicht, Freistil: in der 2. Runde ausgeschieden

- Raúl García
Mittelgewicht, Freistil: in der 2. Runde ausgeschieden

### Rudern
- Otto Plettner
Doppel-Zweier: 10. Platz

- Ricardo Scheffler
Doppel-Zweier: 10. Platz

- Fernando Scheffler
Zweier ohne Steuermann: im Viertelfinale ausgeschieden

- Roberto Friedrich
Zweier ohne Steuermann: im Viertelfinale ausgeschieden

- José Luis Álvarez Álvarez
Zweier mit Steuermann: im Viertelfinale ausgeschieden

- Juan Sáinz
Zweier mit Steuermann: im Viertelfinale ausgeschieden

- Armando Castro
Zweier mit Steuermann: im Viertelfinale ausgeschieden

- Roberto Retolaza
Vierer ohne Steuermann: 8. Platz

- Arcadio Padilla
Vierer ohne Steuermann: 8. Platz

- Jesús Toscano
Vierer ohne Steuermann: 8. Platz

- David Trejo
Vierer ohne Steuermann: 8. Platz

- Jorge Castillo
Vierer mit Steuermann: 13. Platz

- Daniel Chávez
Vierer mit Steuermann: 13. Platz

- Avelino Soberón
Vierer mit Steuermann: 13. Platz

- Rafael Velasco
Vierer mit Steuermann: 13. Platz

- Gregorio Blasco
Vierer mit Steuermann: 13. Platz

- Edgar Morales
Achter mit Steuermann: 11. Platz

- Víctor Cervantes
Achter mit Steuermann: 11. Platz

- Emilio Leal
Achter mit Steuermann: 11. Platz

- Sergio Vásquez
Achter mit Steuermann: 11. Platz

- Miguel Fuentes
Achter mit Steuermann: 11. Platz

- Antonio Páramo
Achter mit Steuermann: 11. Platz

- Federico Arce
Achter mit Steuermann: 11. Platz

- Amado Mediña
Achter mit Steuermann: 11. Platz

- Rodolfo Santillán
Achter mit Steuermann: 11. Platz

### Schießen
- Rafael Carpio
Schnellfeuerpistole 25 m: 43. Platz

- Enrique Torres
Schnellfeuerpistole 25 m: 48. Platz

- Leopoldo Martínez
Freie Pistole 50 m: 36. Platz

- Javier Peregrina
Freie Pistole 50 m: 49. Platz

- Olegario Vázquez Raña
Freies Gewehr Dreistellungskampf 300 m: 21. Platz
Kleinkalibergewehr Dreistellungskampf 50 m: 47. Platz
Kleinkalibergewehr liegend 50 m: 18. Platz

- José González
Freies Gewehr Dreistellungskampf 300 m: 25. Platz
Kleinkalibergewehr Dreistellungskampf 50 m: 5. Platz

- Jesús Elizondo
Kleinkalibergewehr liegend 50 m: 29. Platz

- Miguel Barrenechea
Trap: 33. Platz

- Gustavo Zepeda
Trap: 41. Platz

- Nuria Ortíz
Skeet: 13. Platz

- Mario Pani
Skeet: 31. Platz

### Schwimmen
Männer
- Rafaél Cal
100 m Freistil: im Vorlauf ausgeschieden
4-mal-100-Meter-Freistil-Staffel: im Vorlauf ausgeschieden
4-mal-200-Meter-Freistil-Staffel: im Vorlauf ausgeschieden
4-mal-100-Meter-Lagen-Staffel: im Vorlauf ausgeschieden

- Mario Santibáñez
100 m Freistil: im Vorlauf ausgeschieden
100 m Schmetterling: im Vorlauf ausgeschieden
4-mal-100-Meter-Freistil-Staffel: im Vorlauf ausgeschieden
4-mal-100-Meter-Lagen-Staffel: im Vorlauf ausgeschieden

- Salvador Ruíz
100 m Freistil: im Vorlauf ausgeschieden
4-mal-100-Meter-Freistil-Staffel: im Vorlauf ausgeschieden

- Guillermo Echevarría
400 m Freistil: im Vorlauf ausgeschieden
1500 m Freistil: 6. Platz

- Juan Alanís
400 m Freistil: im Vorlauf ausgeschieden
1500 m Freistil: 7. Platz
4-mal-200-Meter-Freistil-Staffel: im Vorlauf ausgeschieden

- Jorge Urreta
400 m Freistil: im Vorlauf ausgeschieden
1500 m Freistil: im Vorlauf ausgeschieden
4-mal-200-Meter-Freistil-Staffel: im Vorlauf ausgeschieden

- Eduardo Alanís
200 m Lagen: im Vorlauf ausgeschieden
400 m Lagen: im Vorlauf ausgeschieden
4-mal-100-Meter-Freistil-Staffel: im Vorlauf ausgeschieden
4-mal-200-Meter-Freistil-Staffel: im Vorlauf ausgeschieden

- Luis Angel Acosta
100 m Rücken: im Vorlauf ausgeschieden
200 m Rücken: im Vorlauf ausgeschieden

- José Joaquín Santibáñez
100 m Rücken: im Vorlauf ausgeschieden
200 m Rücken: im Vorlauf ausgeschieden
200 m Lagen: im Vorlauf ausgeschieden
4-mal-100-Meter-Lagen-Staffel: im Vorlauf ausgeschieden

- Jaime Rivera
100 m Rücken: im Vorlauf ausgeschieden
200 m Rücken: im Vorlauf ausgeschieden

- Felipe Muñoz
100 m Brust: im Halbfinale ausgeschieden
200 m Brust: Gold 
4-mal-100-Meter-Lagen-Staffel: im Vorlauf ausgeschieden

- Javier Jiménez
100 m Brust: im Vorlauf ausgeschieden

- Eduardo Moreno
100 m Brust: im Vorlauf ausgeschieden
200 m Brust: im Vorlauf ausgeschieden

- Rafael Hernández
200 m Brust: im Vorlauf ausgeschieden
200 m Lagen: im Vorlauf ausgeschieden
400 m Lagen: 8. Platz

- Maximiliano Aguilar
100 m Schmetterling: im Vorlauf ausgeschieden

- Gabriel Altamirano
200 m Schmetterling: im Vorlauf ausgeschieden

- Raúl Villagómez
200 m Schmetterling: im Vorlauf ausgeschieden
400 m Lagen: im Vorlauf ausgeschieden

Frauen
- Marcia Arriaga
100 m Freistil: im Vorlauf ausgeschieden
200 m Freistil: im Vorlauf ausgeschieden
4-mal-100-Meter-Freistil-Staffel: im Vorlauf ausgeschieden

- Vivian Ortíz
100 m Freistil: im Vorlauf ausgeschieden

- María Teresa Ramírez
200 m Freistil: im Vorlauf ausgeschieden
400 m Freistil: 6. Platz
800 m Freistil: Bronze 
4-mal-100-Meter-Freistil-Staffel: im Vorlauf ausgeschieden
4-mal-100-Meter-Lagen-Staffel: im Vorlauf ausgeschieden

- Norma Amezcua
400 m Freistil: im Vorlauf ausgeschieden
800 m Freistil: im Vorlauf ausgeschieden
400 m Lagen: im Vorlauf ausgeschieden
4-mal-100-Meter-Freistil-Staffel: im Vorlauf ausgeschieden

- Laura Vaca
400 m Freistil: im Vorlauf ausgeschieden
800 m Freistil: 8. Platz
400 m Lagen: 8. Platz
4-mal-100-Meter-Freistil-Staffel: im Vorlauf ausgeschieden

- Lidia Ramírez
100 m Rücken: im Vorlauf ausgeschieden
200 m Schmetterling: im Vorlauf ausgeschieden
200 m Lagen: im Vorlauf ausgeschieden
4-mal-100-Meter-Lagen-Staffel: im Vorlauf ausgeschieden

- Víctoria Casas
100 m Brust: im Vorlauf ausgeschieden
200 m Brust: im Vorlauf ausgeschieden

- Tamara Oynick
100 m Brust: im Vorlauf ausgeschieden
200 m Brust: im Vorlauf ausgeschieden
400 m Lagen: im Vorlauf ausgeschieden
4-mal-100-Meter-Lagen-Staffel: im Vorlauf ausgeschieden

- Ana Elena de la Portilla
200 m Brust: im Vorlauf ausgeschieden

- Patricia Obregón
100 m Schmetterling: im Vorlauf ausgeschieden
4-mal-100-Meter-Lagen-Staffel: im Vorlauf ausgeschieden

### Segeln
- Daniel Mújica
Finn-Dinghy: 23. Platz

- Andrés Gerard junior
Star: 19. Platz

- Marcos Gerard
Star: 19. Platz

- Lorenzo Villaseñor
Flying Dutchman: 20. Platz

- Guillermo García
Flying Dutchman: 20. Platz

- Javier Velázquez
Drachen: 18. Platz

- Esteban Gerard
Drachen: 18. Platz

- Roberto Sloane
Drachen: 18. Platz

- Carlos Braniff
5,5-Meter-Klasse: 12. Platz

- Antonio Recamier
5,5-Meter-Klasse: 12. Platz

- Iker Belausteguigoitia
5,5-Meter-Klasse: 12. Platz

### Turnen
Männer
- Armando Valles
Einzelmehrkampf: 71. Platz
Boden: 92. Platz
Pferdsprung: 37. Platz
Barren: 89. Platz
Reck: 95. Platz
Ringe: 32. Platz
Seitpferd: 38. Platz
Mannschaftsmehrkampf: 14. Platz

- Rogelio Mendoza
Einzelmehrkampf: 89. Platz
Boden: 80. Platz
Pferdsprung: 98. Platz
Barren: 85. Platz
Reck: 75. Platz
Ringe: 88. Platz
Seitpferd: 76. Platz
Mannschaftsmehrkampf: 14. Platz

- José Vilchis
Einzelmehrkampf: 97. Platz
Boden: 98. Platz
Pferdsprung: 102. Platz
Barren: 104. Platz
Reck: 88. Platz
Ringe: 68. Platz
Seitpferd: 103. Platz
Mannschaftsmehrkampf: 14. Platz

- José González
Einzelmehrkampf: 99. Platz
Boden: 71. Platz
Pferdsprung: 78. Platz
Barren: 83. Platz
Reck: 89. Platz
Ringe: 106. Platz
Seitpferd: 105. Platz
Mannschaftsmehrkampf: 14. Platz

- Enrique García
Einzelmehrkampf: 101. Platz
Boden: 94. Platz
Pferdsprung: 109. Platz
Barren: 100. Platz
Reck: 85. Platz
Ringe: 102. Platz
Seitpferd: 101. Platz
Mannschaftsmehrkampf: 14. Platz

- Fernando Valles
Einzelmehrkampf: 104. Platz
Boden: 106. Platz
Pferdsprung: 68. Platz
Barren: 111. Platz
Reck: 101. Platz
Ringe: 105. Platz
Seitpferd: 73. Platz
Mannschaftsmehrkampf: 14. Platz

Frauen
- Julieta Sáenz
Einzelmehrkampf: 90. Platz
Boden: 94. Platz
Pferdsprung: 90. Platz
Stufenbarren: 76. Platz
Schwebebalken: 95. Platz
Mannschaftsmehrkampf: 14. Platz

- María Luisa Morales
Einzelmehrkampf: 93. Platz
Boden: 94. Platz
Pferdsprung: 94. Platz
Stufenbarren: 72. Platz
Schwebebalken: 96. Platz
Mannschaftsmehrkampf: 14. Platz

- María Elena Ramírez
Einzelmehrkampf: 94. Platz
Boden: 97. Platz
Pferdsprung: 92. Platz
Stufenbarren: 96. Platz
Schwebebalken: 93. Platz
Mannschaftsmehrkampf: 14. Platz

- Rosario Briones
Einzelmehrkampf: 96. Platz
Boden: 92. Platz
Pferdsprung: 91. Platz
Stufenbarren: 91. Platz
Schwebebalken: 100. Platz
Mannschaftsmehrkampf: 14. Platz

- Laura Rivera
Einzelmehrkampf: 98. Platz
Boden: 92. Platz
Pferdsprung: 100. Platz
Stufenbarren: 80. Platz
Schwebebalken: 96. Platz
Mannschaftsmehrkampf: 14. Platz

- Rosalinda Puente
Einzelmehrkampf: 99. Platz
Boden: 98. Platz
Pferdsprung: 99. Platz
Stufenbarren: 88. Platz
Schwebebalken: 99. Platz
Mannschaftsmehrkampf: 14. Platz

### Volleyball
Männer
- 10. Platz
Antonio Barbet
Carlos Aguirre
Carlos Barron
César Osuna
Eduardo Jiménez
Eduardo Sixtos
Francisco González
Jesús Loya
Joël Calva
Juan Manuel Durán
Leopoldo Reyna
Luis Martell

Frauen
- 7. Platz
Alicia Cárdeñas
Blanca García
Carolina Mendoza
Eloisa Cabada
Gloria Casales
Gloria Inzua
Isabel Nogueira
María Rodríguez
Patricia Nava
Rogelia Romo
Trinidad Macías
Yolanda Reynoso

### Wasserball
- 11. Platz
Oscar Familiar
Rolando Chávez
Francisco García
Germán Chávez
Carlos Morfin
Luis Guzmán
Virgilio Botella
Juan Manuel García
José Luis Vásquez
Sergio Ramos
Daniel Gómez

### Wasserspringen
Männer
- Luis Niño
3 m Kunstspringen: 4. Platz
10 m Turmspringen: 7. Platz

- José Robinson
3 m Kunstspringen: 13. Platz
10 m Turmspringen: 5. Platz

- Jorge Telch
3 m Kunstspringen: 14. Platz

- Álvaro Gaxiola
10 m Turmspringen: Silber

Frauen
- Bertha Baraldi
3 m Kunstspringen: 17. Platz
10 m Turmspringen: 13. Platz

- Dora Hernández
10 m Turmspringen: 16. Platz